# Kabinet-Hansen II
Het kabinet–Hansen II was de regering van het Koninkrijk Denemarken van 27 mei 1957 tot 21 februari 1960. Premier Hans Christian Hansen overleed aan de gevolgen van kanker op 19 februari 1960.

## Kabinet–Hansen II (1957–1960)
| Ambtsbekleder                     | Ambtsbekleder         | Ambtsbekleder                     | Functie                           | Ambtstermijn      | Ambtstermijn     | Partij |
| --------------------------------- | --------------------- | --------------------------------- | --------------------------------- | ----------------- | ---------------- | ------ |
|                                   | Hans Christian Hansen | Hans Christian Hansen (1906–1960) | Premier                           | 1 februari 1955   | 19 februari 1960 | SD     |
| Minister van Buitenlandse Zaken   | Hans Christian Hansen | Hans Christian Hansen (1906–1960) | 30 september 1953                 | 8 oktober 1958    |                  | SD     |
|                                   | Viggo Kampmann        | Viggo Kampmann (1910–1976)        | Premier                           | 19 februari 1960  | 3 september 1962 | SD     |
| Minister van Financiën            | Viggo Kampmann        | Viggo Kampmann (1910–1976)        | 30 september 1953                 | 31 maart 1960     |                  | SD     |
|                                   |                       | Søren Olesen (1891–1973)          | Minister van Binnenlandse Zaken   | 27 mei 1957       | 18 november 1960 | RB     |
|                                   | Jens Otto Krag        | Jens Otto Krag (1914–1978)        | Minister van Buitenlandse Zaken   | 8 oktober 1958    | 3 september 1962 | SD     |
|                                   |                       | Hans Erling Hækkerup (1907–1974)  | Minister van Justitie             | 30 september 1953 | 29 juni 1964     | SD     |
|                                   |                       | Bertel Dahlgaard (1887–1972)      | Minister van Economische Zaken    | 27 mei 1957       | 7 september 1961 | RV     |
| Minister voor Noorse Samenwerking |                       | Bertel Dahlgaard (1887–1972)      |                                   | 27 mei 1957       | 7 september 1961 | RV     |
|                                   |                       | Kjeld Philip (1912–1989)          | Minister van Industrie en Handel  | 27 mei 1957       | 31 maart 1960    | RV     |
|                                   |                       | Poul Hansen (1913–1966)           | Minister van Defensie             | 25 mei 1956       | 15 november 1962 | SD     |
|                                   | Julius Bomholt        | Julius Bomholt (1896–1969)        | Minister van Sociale Zaken        | 27 mei 1957       | 7 september 1961 | SD     |
|                                   |                       | Kaj Bundvad (1904–1976)           | Minister van Arbeid               | 27 mei 1957       | 7 september 1961 | SD     |
| Minister van Huisvesting          | 31 maart 1960         | Kaj Bundvad (1904–1976)           |                                   | 27 mei 1957       |                  | SD     |
|                                   |                       | Jørgen Jørgensen (1888–1974)      | Minister van Onderwijs            | 27 mei 1957       | 7 september 1961 | RV     |
|                                   |                       | Kai Lindberg (1899–1985)          | Minister van Transport            | 30 augustus 1955  | 3 september 1962 | SD     |
| Minister voor Groenland           | 27 mei 1957           | Kai Lindberg (1899–1985)          | 21 februari 1960                  |                   |                  | SD     |
|                                   |                       | Karl Skytte (1908–1986)           | Minister van Landbouw             | 27 mei 1957       | 30 juni 1964     | RV     |
|                                   |                       | Oluf Pedersen (1891–1970)         | Minister van Visserij             | 27 mei 1957       | 18 november 1960 | RB     |
|                                   | Bodil Koch            | Bodil Koch (1903–1972)            | Minister voor Godsdienst          | 30 september 1953 | 28 november 1966 | SD     |
|                                   | Jens Otto Krag        | Jens Otto Krag (1914–1978)        | Minister voor Buitenlandse Handel | 27 mei 1957       | 8 oktober 1958   | SD     |
|                                   |                       | Viggo Starcke (1895–1974)         | Minister zonder portefeuille      | 27 mei 1957       | 18 november 1960 | RB     |

Kristensen ·
Hedtoft I ·
Hedtoft II ·
Eriksen ·
Hedtoft III ·
Hansen I ·
Hansen II ·
Kampmann I ·
Kampmann II ·
Krag I ·
Krag II ·
Baunsgaard ·
Krag III ·
Jørgensen I ·
Hartling ·
Jørgensen II ·
Jørgensen III ·
Jørgensen IV ·
Jørgensen V ·
Schlüter I ·
Schlüter II ·
Schlüter III ·
Schlüter IV ·
P.N. Rasmussen I ·
P.N. Rasmussen II ·
P.N. Rasmussen III ·
P.N. Rasmussen IV ·
A.F. Rasmussen I ·
A.F. Rasmussen II ·
A.F. Rasmussen III ·
L.L. Rasmussen I ·
Thorning-Schmidt I ·
Thorning-Schmidt II ·
L.L. Rasmussen II ·
L.L. Rasmussen III ·
Frederiksen I ·
Frederiksen II